# Agustí Kažotić
Agustí Kažotić OP (c. 1260, Trogir - † 1323) fou un frare dominic que fou bisbe de Zagreb i de Lucera, beatificat el 1702.

## Vida
Fill d'una família aburgesada, entrà a l'Orde de Predicadors, que s'havien instal·lat a Trogir el 1265, i estudià al convent de dominics d'Split.
Fou un dels primers estudiants que anaren a la Universitat de París, format a l'escola de Tomàs d'Aquino. Esdevingué bisbe de Zagreb el 1303, en reformà el centre d'estudis segons el model dominic on ell s'havia format i on també fou professor. A més de reformar els estudis, també reformà la litúrgia, en un context aleshores político-religiós ben particular, on fou enviat com ambaixador pels bisbes hongaresos i croats al Papa Joan XXII a Avinyó.
A Avinyó escrigué dos tractats breus, el 1318 un sobre la consultació judicial i doctrinal que havia demanat el papa Joan XXII, que acabà amb la butlla Super illius specula de 1320, i el 1322 un segon sobre la pobresa de Crist, enllaçant amb els moviments de pobresa, particularment l'usus pauper dels franciscans i dels fratricelli. En un altre àmbit també s'avesà a la música, sent un dels primers compositors de Croàcia del seu temps.

## Beatificació
Des que morí fou considerat com un sant. Fou beatificat pel Papa Climent XI el 4 d'abril de 1702. El procés de beatificació es conserva als arxius diocesans de Lucera. Tingué un culte molt estès a Itàlia, a Croàcia i a l'Orde de Predicadors.
L'abril del 2010 s'inicià el procés de canonització. La diòcesi de Lucera-Troia es constituí com l'actor principal de la causa, mentre que la província dominicana de Croàcia i l'arquebisbat de Zagreb en són coactors.